# Happy (nhân vật manga)
Happy (Nhật: ハッピー Hepburn: Happī) là một nhân vật hư cấu xuất hiện trong bộ manga Fairy Tail và Edens Zero do Mashima Hiro sáng tạo. Cậu được miêu tả là một con mèo xanh nhân hóa đồng hành cùng các nhân vật chính trên chiếu phiêu lưu của họ, cậu thường đem đến yếu tố hài giải trí cho truyện. Trong Fairy Tail, Happy là thành viên của chủng tộc phép thuật Exceed với năng lực biến thành một chú mèo có cánh và lông màu trắng, có vai trò làm người bạn và cộng sự của Natsu Dragneel. Trong Edens Zero, nhân vật được tái dựng thành một android ngoài hành tinh và cộng sự của nhân vật nữ chính Rebecca Bluegarden, với chức năng làm cặp súng laser cho cô sử dụng. Happy đã xuất hiện trên nhiều sản phẩm truyền thông liên quan tới Fairy Tail, gồm một bản chuyển thể anime, các bộ phim chiếu rạp, OVA, light novel và trò chơi video. Người lồng tiếng Nhật cho cậu là diễn viên Kugimiya Rie, còn người lồng tiếng Anh cho cậu là Tia Ballard.

## Sáng tạo và xây dựng nhân vật
Sau khi hoàn thành bộ truyện Rave Master, ý tưởng xây dựng Happy lúc đầu của Mashima Hiro là tạo ra một nhân vật linh vật "cực kỳ nhiều chuyện" - trái ngược với Plue (linh vật của Rave Master) - nhân vật từng làm anh gặp khó khi sáng tác vì Plue không biết nói. Ở giai đoạn tiền sáng tác Fairy Tail, Mashima vẽ một bức minh họa miêu tả hai sinh vật giống mèo (tương đồng với Happy về sau) với đôi chân của chim và đôi cánh có lông vũ. Lúc đầu Mashima định đặt tên nhân vật theo vị thần Bắc Âu Freyr, song xem đấy là "quá trớn" đối với nhân vật và điều chỉnh chút để "phù hợp hơn". Khi được hỏi về khâu sáng tạo các nhân vật, Mashima đáp rằng mỗi nhân vật thể hiện một phần tính cách của anh, khi Happy tượng trưng cho hành động khi làm biếng của anh, rồi sau thừa nhận rằng Happy dựa trên sở thích yêu mèo của mình. Sau khi giới thiệu Carla (bạn đồng hành nữ của Happy), ý định đầu tiên của Mashima dành cho Happy đã phải "điều chỉnh nhiều", từ đó truyền cảm hứng cho tác giả xây dựng một tiểu phần nhân vật cho riêng cậu ngay sau đó. Mashima cũng có nói rằng trận chiến trên không của cặp Natsu-Happy đối đầu với Cobra là "điều [anh] luôn muốn làm", bình luận rằng đây là lần đầu tiên Happy dấn thân trực tiếp vào một cảnh chiến đấu trong bộ truyện.
Nói về bản chuyển thể anime của Fairy Tail, Mashima bình luận rằng anh thích thú xem Natsu và Happy "bay nhảy": "Những hiệu ứng mà tôi có thể vẽ nhằm miêu tả phép thuật trong manga có phần hạn chế, vì thế việc xem phép thuật trong anime rất là thú vị, và nó trông thật là đẹp trên màn ảnh. Nó làm tôi nhận ra các nhân vật của mình thú vị cỡ nào khi chứng kiến họ bay nhảy." Anh coi Happy là nhân vật được thể hiện tốt nhất trên anime trong số toàn bộ các nhân vật của manga. Ito Yohei (nhà sản xuất bộ phim Gekijōban Fairy Tail: Dragon Cry) miêu tả Happy là vừa "thú vị" vừa "cực kỳ hữu dụng", vì cậu "phù hợp cả ở những cảnh dễ thương lẫn nghiêm túc." Người lồng tiếng Happy bản tiếng Nhật là Kugimiya Rie, còn người lồng tiếng Anh cho cậu là Tia Ballard.
Trong khâu phát triển Edens Zero, Mashima quyết định tái sử dụng Happy thay thế cho nhân vật linh vật chính của bộ truyện là E.M. Pino; ban đầu anh định cho cô ra mắt ngay ở chương đầu tiên của bộ manga cho đến khi khâu phát triển sau đó buộc Mashima phải lùi thời điểm mà cô xuất hiện; trước khi chọn được Happy, Mashima đã vẽ nhiều ý tưởng về các nhân vật động vật khác nhau, song anh thấy nỗ lực ấy là vô ích vì thấy nhân vật nhất định phải là Happy. Ở lần tái dựng này, nhân vật có đầu đuôi màu đen (trái ngược với đầu đuôi trắng trong Fairy Tail) và đeo một cái vòng cổ có hình trái tim "B-Cube" thay cho chiếc túi màu xanh lá. Kugimiya và Ballard lần lượt tái thể hiện vai diễn bằng tiếng Nhật và tiếng Anh.

## Xuất hiện

### TrongFairy Tail
Trong Fairy Tail, Happy là thành viên chuyên mỉa mai của hội pháp sư tiêu đề và là bạn đồng hành của pháp sư "Sát Long Nhân" Natsu Dragneel; sau đấy tiểu đội của họ được mở rộng với việc kết nạp nữ tân binh Lucy Heartfilia cùng hai người bạn thời thơ ấu, Gray Fullbuster và Erza Scarlet. Cậu là một sinh vật họ mèo thuộc chủng tộc có tên Exceed, sở hữu năng lực bẩm sinh là bay bằng cách mọc ra đôi cánh có lông vũ màu trắng trên lưng với phép thuật tên Aera, đồng thời tình bạn với Natsu khiến cho Happy xách Natsu trên không mà không bị say tàu xe. Trong tuyến truyện của mình (hầu hết được nêu trong một chương omake), Happy được cặp đôi Exceed gồm Lucky và Marl ấp trong một quả trứng, rồi sáu năm trước khi bộ truyện bắt đầu, Natsu tìm thấy nó và ấp nở; sự ra đời của cậu ngay lập tức làm ngưng cuộc tranh cãi giữa các thành viên trong hội về quả trứng, qua đó truyền cảm hứng Natsu đặt cái tên Happy cho cậu giống như một biểu tượng chim xanh hạnh phúc.
Tiếp đó trong bộ truyện, Happy gặp một Exceed nữ tên là Carla, cô tiết lộ rằng mình và Happy xuất thân từ Edolas - thế giới song song với Earth-land (bối cảnh chính của truyện); Edolas là nơi Exceed được tôn sùng thành những sinh vật thần thánh nhờ sở hữu sức mạnh phép thuật bẩm sinh, trong khi các cư dân khác của Edolas lại không có. Happy bị sốc khi biết 100 Exceed chưa chào đời (tính cả cậu và Carla) bị chuyển đến Earth-land cùng chỉ thị cho họ tiêu diệt các Sát Long Nhân như Natsu; về sau cả hai biết được nhiệm vụ ấy thực chất là để che đậy cho nỗ lực sơ tán theo sắp xếp của Chagot (nữ chúa Exceed sở hữu năng lực linh cảm) sau khi cô dự đoán rằng vương quốc của họ sẽ bị diệt vong, và hành động giả vờ đi săn lùng Sát Long Nhân xuất phát từ viễn cảnh nhìn trước được các sự kiện trong tương lai của cô. Happy tiếp tục hỗ trợ Natsu và hội của họ xuyên suốt bộ truyện, sau cùng Happy giúp Natsu biến thành dạng người sau khi phát hiện ra cậu bạn mình là một con quỷ Etherious do hắc pháp sư Zeref tạo ra, để rồi hỗ trợ Fairy Tail và các đồng minh giăng bẫy và chung cuộc tiêu diệt được hắc long Acnologia bên trong phép phòng thủ Tiên Cầu. Ở cuối Fairy Tail, Happy cùng tiểu đội của mình thực hiện "nhiệm vụ thế kỷ" - một nhiệm vụ mà chưa ai trong hội từng hoàn thành trong vòng 100 năm qua.

### TrongEdens Zero
Trong bối cảnh của Edens Zero, Happy là một chủng tộc mèo ngoài vũ trụ từ một hành tinh tên là Excede. Cậu là người bạn lâu năm và cộng sự của nhân vật nữ chính trong truyện, Rebecca Bluegarden; cô là người đặt tên cho cậu sau khi tìm thấy cậu lúc mồ côi. Sau khi Happy bị một tài xế say xỉn tông phải lúc Rebecca còn nhỏ, giáo sư chuyên máy móc Weisz Steiner đã hồi sinh cậu bằng cách chuyển trí thức của cậu vào cơ thể một android tân tiến. Những tính năng người máy của Happy giúp cậu tự biến mình thành một cặp súng laser để cho Rebecca sử dụng trong chiến đấu, với tên gọi Happy Blasters, có thể bắn ra những viên đạn "Ether" không gây chết người nhằm vô hiệu hóa mục tiêu; cậu có thêm một số chức năng nữa ở giai đoạn sau của bộ truyện, như chế độ súng trường tấn công, dạng lưỡi kiếm laser ở đuôi, và khẩu pháo "chế độ cận chiến" trên lưng.
Happy và Rebecca cùng quản lý một tài khoản có tên "Aoneko Channel" trên nền tảng video trực tuyến B-Cube, với mục tiêu đạt được một triệu người theo dõi bằng cách đăng tải video về những hành tinh khác nhau mà họ từng ghé thăm trong thời gian làm thành viên của hội mạo hiểm giả Shooting Starlight. Ngay sau khi bộ truyện bắt đầu, Happy and Rebecca gia nhập hội phi hành đoàn của tàu chiến tiêu đề Edens Zero (với thủ lĩnh là nam chính Shiki Granbell) nhằm tìm kiếm nữ thần vũ trụ Mother, qua đó đạt được mục tiêu.

## Đón nhận
Happy đã nhận được những bình luận tích cực từ giới phê bình khi đánh giá bộ manga Fairy Tail và những sản phẩm truyền thông liên quan. Carl Kimlinger của Anime News Network (ANN) miêu tả Happy là "đứa con hoang của một chú mèo nhà hoang và một vật chơi đầu to" trong bài đánh giá tập manga đầu tiên, và gọi cậu là "một phụ tá xuất sắc" ở tập hai. Dale North của Japanator khen ngợi tính hài hước của nhân vật bằng bình luận: "Những trò đùa làm nền của Happy sẽ làm bạn cười khúc khích từ chương này qua chương khác." Ở bản chuyển thể anime, Carlo Santos của ANN xem Happy là một "trò tiêu khiển thú vị", khen ngợi vai trò phụ tá động vật của cậu là "nghe đã thấy thú vị và không hề gây phiền hà cần thiết". Cây viết thấy câu chuyện Happy chào đời trong anime thật "thú vị", song bình phẩm rằng nó "có thể được chèn vào bất kì đâu trong truyện". Kimlinger tán dương vai trò của Happy cùng với Carla trong tiểu phần Edolas, trong phần ấy vai phụ tá của họ lần lượt cho Natsu và Wendy Marvell đã được lý giải; cây viết xem đấy là "chi tiết gắn kết đầy cảm xúc của tiểu phần". Dẫu có viết rằng trong khi tình đồng đội của Happy với Natsu và Lucy thật kỳ cục, Kimlinger lại thấy "màn phối hợp kỳ quặc ấy" đại diện cho phần cốt lõi của toàn thể series. Rebecca Silverman của ANN dành lời khen cho những khoảnh khắc anh hùng của Happy và nhận thấy cậu bị các nhân vật phản diện trong truyện đánh giá thấp: "Với một nhân vật chỉ làm yếu tố pha trò, đây là sự thay đổi tốt và cách hay để làm cậu ấy phù hợp hơn với vai trò nhân vật thay vì chỉ là phương tiện vận chuyển Natsu." Ở bài đánh giá bộ phim Gekijōban Fairy Tail: Dragon Cry, Robert Prentice của Three If by Space coi đoạn phim trong đó lông của Happy biến thành màu đỏ là một "chi tiết nhỏ thú vị".
Ở cuộc bình chọn độ nổi tiếng của Fairy Tail in trong số báo  thứ 26 của Weekly Shōnen Magazine, Happy xếp thứ tư với tổng cộng 4238 lượt bầu chọn. Những vật phẩm thương mại dựa trên Happy đã được bày bán trên thị trường, gồm một cục ghim và vật kỷ niệm cho quán cà phê.